# Iris warleyensis
Iris warleyensis är en irisväxtart som beskrevs av Michael Foster. Iris warleyensis ingår i släktet irisar, och familjen irisväxter. Inga underarter finns listade i Catalogue of Life.